# L'alba (Riccardo Cocciante)
 L'alba è il quarto album del cantante Riccardo Cocciante, pubblicato nel 1975.

## Tracce
1. Smania*
2. L'alba*
3. Il tagliacarte **
4. Era già tutto previsto *
5. Vendo *
6. E lei sopra di me *
7. Canto popolare **
8. La morte di una rosa *
9. A mio padre **
10. Comica finale**

- Testi di Marco Luberti; musiche di Riccardo Cocciante